# 热隆河 (伊泽尔河支流)
热隆河（法語：Gelon，法語發音：[ʒəlɔ̃]）是法国奥弗涅-罗讷-阿尔卑斯大区萨瓦省的河流，是伊泽尔河的左支流，长31.3千米。